# Saison 5 de Rizzoli and Isles
Chronologie
Saison 4 Saison 6
Cet article présente le guide des épisodes de la cinquième saison de la série télévisée américaine Rizzoli and Isles.

## Distribution de la saison

### Acteurs principaux
- Angie Harmon (VF : Juliette Degenne) : Détective  Jane Rizzoli
- Sasha Alexander (VF : Ariane Deviègue) : Dr Maura Isles
- Lorraine Bracco (VF : Maïk Darah) : Angela Rizzoli
- Bruce McGill (VF : Vincent Grass) : Sergent Détective Vince Korsak
- Jordan Bridges (VF : Fabrice Fara) : Détective Francesco « Frankie » Rizzoli Junior
- Brian Goodman (en) (VF : Didier Cherbuy) : Lieutenant Sean Cavanaugh

### Acteurs récurrents et invités
- Idara Victor : Nina Holiday (11 épisodes)
- Tina Huang (VF : Sophie Arthuys) : Susie Chang (10 épisodes)
- Colin Egglesfield (VF : Sébastien Desjours) : Tommy Rizzoli (épisode 3)
- Enver Gjokaj : Jack Keystone[1] (épisodes 5, 8 et 12)
- John Doman (VF : Patrick Floersheim) : Patrick « Paddy » Doyle (épisode 7)
- Jaz Sinclair : Tasha Williams (épisodes 8, 9 et 18)
- Jamie Bamber : Paul Wescourt[2] (épisode 12 et 13)

## Décès deLee Thompson Young
Le corps de Lee Thompson Young, qui jouait le rôle du  détective Barry Frost, a été trouvé à son domicile de Los Angeles le 19 août 2013. Il avait 29 ans. Il s'agit d'un suicide par arme à feu, selon la police et son agent. Son rôle ne sera pas remplacé lors de la cinquième saison. Les deux premiers épisodes de la saison 5 lui ont rendu hommage.

## Épisodes

### Épisode 1:Un nouveau départ
- États-Unis : 17 juin 2014 sur TNT[3].
- Québec : 19 mai 2015 sur Séries+
- Suisse : 21 mai 2015 sur RTS Un
- France : 14 mars 2016 sur France 2

- États-Unis : 5,811 millions de téléspectateurs[4]

### Épisode 2:Un seul être vous manque
- États-Unis : 24 juin 2014 sur TNT
- Suisse : 21 mai 2015 sur RTS Un
- Québec : 26 mai 2015 sur Séries+
- France : 14 mars 2016 sur France 2

- États-Unis : 5,5 millions de téléspectateurs[5]

### Épisode 3:Trop beau pour être vrai
- États-Unis : 1er juillet 2014 sur TNT
- Suisse : 28 mai 2015 sur RTS Un
- Québec : 2 juin 2015 sur Séries+
- France : 21 mars 2016 sur France 2

- États-Unis : 5,428 millions de téléspectateurs[6]

### Épisode 4:La Fin du monde
- États-Unis : 8 juillet 2014 sur TNT
- Suisse : 28 mai 2015 sur RTS Un
- Québec : 9 juin 2015 sur Séries+
- France : 21 mars 2016 sur France 2

- États-Unis : 5,131 millions de téléspectateurs[7]

### Épisode 5:Un plan minutieux
- États-Unis : 15 juillet 2014 sur TNT
- Suisse : 4 juin 2015 sur RTS Un
- Québec : 16 juin 2015 sur Séries+
- France : 28 mars 2016 sur France 2

- États-Unis : 4,859 millions de téléspectateurs[8]

### Épisode 6:Un physique à tomber
- États-Unis : 22 juillet 2014 sur TNT
- Suisse : 4 juin 2015 sur RTS Un
- Québec : 23 juin 2015 sur Séries+
- France : 28 mars 2016 sur France 2

- États-Unis : 5,228 millions de téléspectateurs[9]

### Épisode 7:Lecture explosive
- États-Unis : 29 juillet 2014 sur TNT
- Suisse : 11 juin 2015 sur RTS Un
- Québec : 30 juin 2015 sur Séries+
- France : 4 avril 2016 sur France 2
- Belgique : sur La Une

- États-Unis : 4,768 millions de téléspectateurs[10]

### Épisode 8:Fugue en ado mineur
- États-Unis : 5 août 2014 sur TNT
- Suisse : 11 juin 2015 sur RTS Un
- Québec : 7 juillet 2015 sur Séries+
- France : 4 avril 2016 sur France 2
- Belgique : sur La Une

- États-Unis : 5,092 millions de téléspectateurs[11]

### Épisode 9:Boire le vin jusqu’à la lie
- États-Unis : 12 août 2014 sur TNT
- Suisse : 18 juin 2015 sur RTS Un
- Québec : 14 juillet 2015 sur Séries+
- France : 11 avril 2016 sur France 2

- États-Unis : 5,677 millions de téléspectateurs[12]

### Épisode 10:Renaître de ses cendres
- États-Unis : 19 août 2014 sur TNT
- Suisse : 18 juin 2015 sur RTS Un
- Québec : 21 juillet 2015 sur Séries+
- France : 11 avril 2016 sur France 2

- États-Unis : 5,206 millions de téléspectateurs[13]

### Épisode 11:Coup de chaud sur Boston
- États-Unis : 26 août 2014 sur TNT
- Suisse : 25 juin 2015 sur RTS Un
- Québec : 28 juillet 2015 sur Séries+
- France : 18 avril 2016 sur France 2

- États-Unis : 5,163 millions de téléspectateurs[14]

### Épisode 12:L’Accusateur accusé
- États-Unis : 2 septembre 2014 sur TNT
- Suisse : 25 juin 2015 sur RTS Un
- Québec : 4 août 2015 sur Séries+
- France : 18 avril 2016 sur France 2

- États-Unis : 5,037 millions de téléspectateurs[15]

### Épisode 13:Un pont vers l’avenir
- États-Unis : 17 février 2015 sur TNT[16]
- Suisse : 2 juillet 2015 sur RTS Un
- Québec : 11 août 2015 sur Séries+
- France : 25 avril 2016 sur France 2

- États-Unis : 3,58 millions de téléspectateurs[17]

### Épisode 14:Casse-tête anatomique
- États-Unis : 24 février 2015 sur TNT
- Suisse : 2 juillet 2015 sur RTS Un
- Québec : 18 août 2015 sur Séries+
- France : 25 avril 2016 sur France 2

- États-Unis : 2,864 millions de téléspectateurs[18]

### Épisode 15:Fin limier
- États-Unis : 3 mars 2015 sur TNT
- Suisse : 9 juillet 2015 sur RTS Un
- Québec : 25 août 2015 sur Séries+
- France : 2 mai 2016 sur France 2

- États-Unis : 3,506 millions de téléspectateurs[19]

### Épisode 16:Aux yeux de tous
- États-Unis : 10 mars 2015 sur TNT
- Suisse : 9 juillet 2015 sur RTS Un
- Québec : 1er septembre 2015 sur Séries+
- France : 2 mai 2016 sur France 2

- États-Unis : 3,123 millions de téléspectateurs[20]

### Épisode 17:L’Homme-loup solitaire
- États-Unis : 17 mars 2015 sur TNT
- Suisse : 16 juillet 2015 sur RTS Un
- Québec : 8 septembre 2015 sur Séries+
- France : 9 mai 2016 sur France 2

- États-Unis : 3,394 millions de téléspectateurs[21]

### Épisode 18:Révélations
- États-Unis : 17 mars 2015 sur TNT
- Suisse : 16 juillet 2015 sur RTS Un
- Québec : 15 septembre 2015 sur Séries+
- France : 16 mai 2016 sur France 2

- États-Unis : 3,615 millions de téléspectateurs[21]